# عتيق العتيق
عتيق خالد العتيق (مواليد 9 يونيو 2002) هو لاعب كرة قدم سعودي يلعب في نادي الغوطة معار من نادي الجبلين.

## مسيرة اللاعب
بدأ في نادي الجبلين وأعير إلى نادي الغوطة في عام 2024.